# لاستباسه
لاستباسه (به ایتالیایی: Lastebasse) یک کومونه در ایتالیا است که در استان ویچنزا واقع شده‌است.

## خصوصیات
لاستباسه ۱۸ کیلومترمربع مساحت و ۲۴۱ نفر جمعیت دارد و ۵۸۵ متر بالاتر از سطح دریا واقع شده‌است.